# L
L, l là chữ thứ 12 trong phần nhiều chữ cái dựa trên Latinh và là chữ thứ 14 trong chữ cái tiếng Việt, nó bắt đầu từ chữ lamed của tiếng Xê-mit, dùng cho âm /l/. Chữ lamda của tiếng Hy Lạp và những chữ tương ứng trong bảng chữ cái Etruscan cũng có âm /l/.
- Trong bảng mã ASCII dùng ở máy tính, chữ L hoa có giá trị 76 và chữ l thường có giá trị 108.
- Trong hệ đo lường quốc tế, cả L lẫn l là ký hiệu của lít.
- Trong hóa sinh học, L là biểu tượng cho leucine.
- Trong biểu diễn số dưới dạng số La mã, L có giá trị là 50.
- Trong ngôn ngữ học, L. là lối viết tắt cho tiếng Latinh.
- Theo mã số xe quốc tế, L được dùng cho Lục Xâm Bảo (Luxembourg).
- L được gọi là Lima trong bảng chữ cái âm học NATO.
- Trong bảng chữ cái Hy Lạp, L tương đương với Λ và l tương đương với λ.
- Trong hệ chữ số La Mã, L có giá trị bằng 50
- Trong bảng chữ cái Cyrill, L tương đương với Л và l tương đương với л.
- Kích cỡ quần áo Large có nghĩa là rộng viết tắt là L

| Bảng chữ cái Latinh                                                                         | Bảng chữ cái Latinh       | Bảng chữ cái Latinh       | Bảng chữ cái Latinh       | Bảng chữ cái Latinh       | Bảng chữ cái Latinh       | Bảng chữ cái Latinh       | Bảng chữ cái Latinh       | Bảng chữ cái Latinh       | Bảng chữ cái Latinh       | Bảng chữ cái Latinh       | Bảng chữ cái Latinh       | Bảng chữ cái Latinh       | Bảng chữ cái Latinh       | Bảng chữ cái Latinh       | Bảng chữ cái Latinh       | Bảng chữ cái Latinh       | Bảng chữ cái Latinh       | Bảng chữ cái Latinh       | Bảng chữ cái Latinh       | Bảng chữ cái Latinh       | Bảng chữ cái Latinh       | Bảng chữ cái Latinh       | Bảng chữ cái Latinh       | Bảng chữ cái Latinh       | Bảng chữ cái Latinh       | Bảng chữ cái Latinh       | Bảng chữ cái Latinh       | Bảng chữ cái Latinh       | Bảng chữ cái Latinh       | Bảng chữ cái Latinh       | Bảng chữ cái Latinh       | Bảng chữ cái Latinh       |
| Bảng chữ cái chữ Quốc ngữ                                                                   | Bảng chữ cái chữ Quốc ngữ | Bảng chữ cái chữ Quốc ngữ | Bảng chữ cái chữ Quốc ngữ | Bảng chữ cái chữ Quốc ngữ | Bảng chữ cái chữ Quốc ngữ | Bảng chữ cái chữ Quốc ngữ | Bảng chữ cái chữ Quốc ngữ | Bảng chữ cái chữ Quốc ngữ | Bảng chữ cái chữ Quốc ngữ | Bảng chữ cái chữ Quốc ngữ | Bảng chữ cái chữ Quốc ngữ | Bảng chữ cái chữ Quốc ngữ | Bảng chữ cái chữ Quốc ngữ | Bảng chữ cái chữ Quốc ngữ | Bảng chữ cái chữ Quốc ngữ | Bảng chữ cái chữ Quốc ngữ | Bảng chữ cái chữ Quốc ngữ | Bảng chữ cái chữ Quốc ngữ | Bảng chữ cái chữ Quốc ngữ | Bảng chữ cái chữ Quốc ngữ | Bảng chữ cái chữ Quốc ngữ | Bảng chữ cái chữ Quốc ngữ | Bảng chữ cái chữ Quốc ngữ | Bảng chữ cái chữ Quốc ngữ | Bảng chữ cái chữ Quốc ngữ | Bảng chữ cái chữ Quốc ngữ | Bảng chữ cái chữ Quốc ngữ | Bảng chữ cái chữ Quốc ngữ | Bảng chữ cái chữ Quốc ngữ | Bảng chữ cái chữ Quốc ngữ | Bảng chữ cái chữ Quốc ngữ | Bảng chữ cái chữ Quốc ngữ |
| ------------------------------------------------------------------------------------------- | ------------------------- | ------------------------- | ------------------------- | ------------------------- | ------------------------- | ------------------------- | ------------------------- | ------------------------- | ------------------------- | ------------------------- | ------------------------- | ------------------------- | ------------------------- | ------------------------- | ------------------------- | ------------------------- | ------------------------- | ------------------------- | ------------------------- | ------------------------- | ------------------------- | ------------------------- | ------------------------- | ------------------------- | ------------------------- | ------------------------- | ------------------------- | ------------------------- | ------------------------- | ------------------------- | ------------------------- | ------------------------- |
| Aa                                                                                          | Ăă                        | Ââ                        | Bb                        | Cc                        | Dd                        | Đđ                        | Ee                        | Êê                        |                           | Gg                        | Hh                        | Ii                        |                           | Kk                        | Ll                        | Mm                        | Nn                        | Oo                        | Ôô                        | Ơơ                        | Pp                        | Qq                        | Rr                        | Ss                        | Tt                        | Uu                        | Ưư                        | Vv                        |                           | Xx                        | Yy                        |                           |
| Bảng chữ cái Latinh cơ bản của ISO                                                          |                           |                           |                           |                           |                           |                           |                           |                           |                           |                           |                           |                           |                           |                           |                           |                           |                           |                           |                           |                           |                           |                           |                           |                           |                           |                           |                           |                           |                           |                           |                           |                           |
| Aa                                                                                          |                           |                           | Bb                        | Cc                        | Dd                        |                           | Ee                        |                           | Ff                        | Gg                        | Hh                        | Ii                        | Jj                        | Kk                        | Ll                        | Mm                        | Nn                        | Oo                        |                           |                           | Pp                        | Qq                        | Rr                        | Ss                        | Tt                        | Uu                        |                           | Vv                        | Ww                        | Xx                        | Yy                        | Zz                        |
| Chữ L với các dấu phụ                                                                       |                           |                           |                           |                           |                           |                           |                           |                           |                           |                           |                           |                           |                           |                           |                           |                           |                           |                           |                           |                           |                           |                           |                           |                           |                           |                           |                           |                           |                           |                           |                           |                           |
| Ĺĺ                                                                                          | Ľľ                        | Ļļ                        | Ḷḷ                        | Ḹḹ                        | Ḽḽ                        | Ḻḻ                        | Łł                        | Ŀŀ                        | Ƚƚ                        | Ⱡⱡ                        | Ɫɫ                        | ɬ                         | ᶅ                         | ɭ                         | ȴ                         |                           |                           |                           |                           |                           |                           |                           |                           |                           |                           |                           |                           |                           |                           |                           |                           |                           |
| Ghép hai chữ cái                                                                            |                           |                           |                           |                           |                           |                           |                           |                           |                           |                           |                           |                           |                           |                           |                           |                           |                           |                           |                           |                           |                           |                           |                           |                           |                           |                           |                           |                           |                           |                           |                           |                           |
| La                                                                                          | Lă                        | Lâ                        | Lb                        | Lc                        | Ld                        | Lđ                        | Le                        | Lê                        | Lf                        | Lg                        | Lh                        | Li                        | Lj                        | Lk                        | Ll                        | Lm                        | Ln                        | Lo                        | Lô                        | Lơ                        | Lp                        | Lq                        | Lr                        | Ls                        | Lt                        | Lu                        | Lư                        | Lv                        | Lw                        | Lx                        | Ly                        | Lz                        |
| LA                                                                                          | LĂ                        | LÂ                        | LB                        | LC                        | LD                        | LĐ                        | LE                        | LÊ                        | LF                        | LG                        | LH                        | LI                        | LJ                        | LK                        | LL                        | LM                        | LN                        | LO                        | LÔ                        | LƠ                        | LP                        | LQ                        | LR                        | LS                        | LT                        | LU                        | LƯ                        | LV                        | LW                        | LX                        | LY                        | LZ                        |
| aL                                                                                          | ăL                        | âL                        | bL                        | cL                        | dL                        | đL                        | eL                        | êL                        | fL                        | gL                        | hL                        | iL                        | jL                        | kL                        | lL                        | mL                        | nL                        | oL                        | ôL                        | ơL                        | pL                        | qL                        | rL                        | sL                        | tL                        | uL                        | ưL                        | vL                        | wL                        | xL                        | yL                        | zL                        |
| AL                                                                                          | ĂL                        | ÂL                        | BL                        | CL                        | DL                        | ĐL                        | EL                        | ÊL                        | FL                        | GL                        | HL                        | IL                        | JL                        | KL                        | LL                        | ML                        | NL                        | OL                        | ÔL                        | ƠL                        | PL                        | QL                        | RL                        | SL                        | TL                        | UL                        | ƯL                        | VL                        | WL                        | XL                        | YL                        | ZL                        |
| Ghép chữ L với số hoặc số với chữ L                                                         |                           |                           |                           |                           |                           |                           |                           |                           |                           |                           |                           |                           |                           |                           |                           |                           |                           |                           |                           |                           |                           |                           |                           |                           |                           |                           |                           |                           |                           |                           |                           |                           |
|                                                                                             |                           |                           |                           | L0                        | L1                        | L2                        | L3                        | L4                        | L5                        | L6                        | L7                        | L8                        | L9                        |                           |                           |                           |                           |                           | 0L                        | 1L                        | 2L                        | 3L                        | 4L                        | 5L                        | 6L                        | 7L                        | 8L                        | 9L                        |                           |                           |                           |                           |
| Xem thêm                                                                                    |                           |                           |                           |                           |                           |                           |                           |                           |                           |                           |                           |                           |                           |                           |                           |                           |                           |                           |                           |                           |                           |                           |                           |                           |                           |                           |                           |                           |                           |                           |                           |                           |
| Biến thể Chữ số Cổ tự học Danh sách các chữ cái Dấu câu Dấu phụ ISO/IEC 646 Lịch sử Unicode |                           |                           |                           |                           |                           |                           |                           |                           |                           |                           |                           |                           |                           |                           |                           |                           |                           |                           |                           |                           |                           |                           |                           |                           |                           |                           |                           |                           |                           |                           |                           |                           |